# (3571) Milanštefánik
(3571) Milanštefánik es un asteroide perteneciente al cinturón exterior de asteroides descubierto el 15 de marzo de 1982 por Antonín Mrkos desde el Observatorio Kleť, cerca de České Budějovice, República Checa.

## Designación y nombre
Milanštefánik recibió al principio la designación de 1982 EJ.
Más tarde, en 1995, se nombró en honor del astrónomo eslovaco Milan Rastislav Štefánik (1880-1919).

## Características orbitales
Milanštefánik orbita a una distancia media del Sol de 3,939 ua, pudiendo alejarse hasta 4,377 ua y acercarse hasta 3,502 ua. Tiene una inclinación orbital de 7,854 grados y una excentricidad de 0,1111. Emplea 2856 días en completar una órbita alrededor del Sol.
Milanštefánik forma parte del grupo asteroidal de Hilda.

## Características físicas
La magnitud absoluta de Milanštefánik es 10,9. Tiene 38,88 km de diámetro y se estima su albedo en 0,0424.